# Olympische Sommerspiele 2016/Schwimmen – 400 m Freistil (Männer)
Der Wettbewerb über 400 Meter Freistil der Männer bei den Olympischen Spielen 2016 in Rio de Janeiro wurde am 6. August 2016 im Estádio Aquático Olímpico ausgetragen. 50 Athleten nahmen daran teil.
Es fanden sieben Vorläufe statt. Die acht schnellsten Schwimmer aller Vorläufe qualifizierten sich für das Finale, welches noch am selben Tag (MESZ am nächsten Tag) ausgetragen wurde.

## Bestehende Rekorde
| Weltrekord         | Paul Biedermann ( Deutschland)  | 3:40,07 min | Rom, Italien                   | 26. Juli 2009 |
| Olympischer Rekord | Sun Yang ( Volksrepublik China) | 3:40,14 min | London, Vereinigtes Königreich | 28. Juli 2012 |

## Titelträger
| Olympiasieger     | Sun Yang ( Volksrepublik China) | 3:40,14 min | London 2012 |
| Weltmeister       | Sun Yang ( Volksrepublik China) | 3:42,58 min | Kasan 2015  |
| Europameister     | Gabriele Detti ( Italien)       | 3:44,01 min | London 2016 |
| Deutscher Meister | Florian Vogel                   | 3:44,89 min | Berlin 2016 |

## Vorlauf

### Vorlauf 1
6. August 2016
| Platz | Name              | Nation         | Zeit        | Anmerkung |
| ----- | ----------------- | -------------- | ----------- | --------- |
| 1     | Geoffrey Butler   | Cayman Islands | 4:07,87 min |           |
| 2     | Pol Arias Dourdet | Andorra        | 4:21,16 min |           |
| 3     | Haris Bandey      | Pakistan       | 4:33,13 min |           |

### Vorlauf 2
6. August 2016
| Platz | Name                      | Nation      | Zeit        | Anmerkung |
| ----- | ------------------------- | ----------- | ----------- | --------- |
| 1     | Cristian Quintero         | Venezuela   | 3:50,84 min |           |
| 2     | Ahmed Mathlouthi          | Tunesien    | 3:52,00 min |           |
| 3     | Martín Naidich            | Argentinien | 3:54,58 min |           |
| 4     | Alex Sobers               | Barbados    | 3:59,97 min |           |
| 5     | Irakli Rewischwili        | Georgien    | 4:00,56 min |           |
| 6     | Jessie Khing Lacuna       | Philippinen | 4:01,70 min |           |
| 7     | Iacovos Hadjiconstantinou | Zypern      | 4:03,53 min |           |

### Vorlauf 3
6. August 2016
| Platz | Name                           | Nation       | Zeit        | Anmerkung |
| ----- | ------------------------------ | ------------ | ----------- | --------- |
| 1     | Marcelo Alberto Acosta Jimenez | El Salvador  | 3:48,82 min |           |
| 2     | Luiz Altamir Melo              | Brasilien    | 3:50,82 min |           |
| 3     | Welson Sim                     | Malaysia     | 3:51,57 min |           |
| 4     | Gergő Kis                      | Ungarn       | 3:54,15 min |           |
| 5     | David Brandl                   | Österreich   | 3:54,59 min |           |
| 6     | Dimitrios Dimitriou            | Griechenland | 3:54,98 min |           |
| 7     | Matias Koski                   | Finnland     | 3:55,57 min |           |
| 8     | Nezir Karap                    | Türkei       | 3:58,37 min |           |

### Vorlauf 4
6. August 2016
| Platz | Name                     | Nation     | Zeit        | Anmerkung |
| ----- | ------------------------ | ---------- | ----------- | --------- |
| 1     | Marwan Elkamash          | Ägypten    | 3:47,43 min |           |
| 2     | Matt Hutchins            | Neuseeland | 3:48,25 min |           |
| 3     | Anton Ipsen              | Dänemark   | 3:48,31 min |           |
| 4     | Ahmed Akram              | Ägypten    | 3:49,46 min |           |
| 5     | Jan Micka                | Tschechien | 3:49,97 min |           |
| 6     | Wjatscheslaw Andrussenko | Russland   | 3:50,23 min |           |
| 7     | Mads Glæsner             | Dänemark   | 3:52,59 min |           |
| 8     | Miguel Durán Navia       | Spanien    | 3:53,40 min |           |

### Vorlauf 5
6. August 2016
| Platz | Name                | Nation      | Zeit        | Anmerkung |
| ----- | ------------------- | ----------- | ----------- | --------- |
| 1     | Jordan Pothain      | Frankreich  | 3:45,43 min |           |
| 2     | Myles Brown         | Südafrika   | 3:45,92 min |           |
| 3     | Alexander Krasnych  | Russland    | 3:47,39 min |           |
| 4     | Maarten Brzoskowski | Niederlande | 3:48,00 min |           |
| 5     | Clemens Rapp        | Deutschland | 3:49,10 min |           |
| 6     | Ziao Qiu            | China       | 3:49,45 min |           |
| 7     | Filip Zaborowski    | Polen       | 3:49,84 min |           |
| 8     | Naito Ehara         | Japan       | 3:50,61 min |           |

### Vorlauf 6
6. August 2016
| Platz | Name                | Nation             | Zeit        | Anmerkung |
| ----- | ------------------- | ------------------ | ----------- | --------- |
| 1     | Sun Yang            | China              | 3:44,23 min |           |
| 2     | Connor Jaeger       | Vereinigte Staaten | 3:45,37 min |           |
| 3     | Florian Vogel       | Deutschland        | 3:45,49 min |           |
| 4     | Park Tae-hwan       | Südkorea           | 3:45,63 min |           |
| 5     | Ryan Cochrane       | Kanada             | 3:45,83 min |           |
| 6     | Henrik Christiansen | Norwegen           | 3:47,90 min |           |
| 7     | Wojciech Wojdak     | Polen              | 3:48,87 min |           |
| 8     | Felix Auböck        | Österreich         | 3:49,35 min |           |

### Vorlauf 7
6. August 2016
| Platz | Name                | Nation             | Zeit        | Anmerkung |
| ----- | ------------------- | ------------------ | ----------- | --------- |
| 1     | Conor Dwyer         | Vereinigte Staaten | 3:43,42 min |           |
| 2     | Mack Horton         | Australien         | 3:43,84 min |           |
| 3     | Gabriele Detti      | Italien            | 3:43,95 min |           |
| 4     | David McKeon        | Australien         | 3:44,68 min |           |
| 5     | James Guy           | Großbritannien     | 3:45,31 min |           |
| 6     | Stephen Milne       | Großbritannien     | 3:46,00 min |           |
| 7     | Velimir Stjepanović | Serbien            | 3:46,78 min |           |
| 8     | Péter Bernek        | Ungarn             | 3:48,58 min |           |

## Finale
7. August 2016, 03:30 Uhr MEZ
| Platz | Name           | Nation             | Zeit        | Anmerkung |
| ----- | -------------- | ------------------ | ----------- | --------- |
| 1     | Mack Horton    | Australien         | 3:41,55 min |           |
| 2     | Sun Yang       | China              | 3:41,68 min |           |
| 3     | Gabriele Detti | Italien            | 3:43,49 min |           |
| 4     | Conor Dwyer    | Vereinigte Staaten | 3:44,01 min |           |
| 5     | Connor Jaeger  | Vereinigte Staaten | 3:44,16 min |           |
| 6     | James Guy      | Großbritannien     | 3:44,68 min |           |
| 7     | David McKeon   | Australien         | 3:45,28 min |           |
| 8     | Jordan Pothain | Frankreich         | 3:49,07 min |           |